# Arsène Hobou
Arsène Hobou (ur. 30 października 1967) – piłkarz z Wybrzeża Kości Słoniowej, występujący podczas kariery na pozycji obrońcy.

## Kariera piłkarska
Arsène Hobou podczas kariery piłkarskiej występował w ASEC Mimosas i Africa Sports National Abidżan.

## Kariera reprezentacyjna
Arsène Hobou występował w reprezentacji Wybrzeża Kości Słoniowej. W 1988 roku był w kadrze Wybrzeża na Puchar Narodów Afryki 1988. W 1989 uczestniczył w przegranych eliminacjach do Mistrzostw Świata 1990.
W 1992 roku uczestniczył w największym sukcesie w historii WKS w postaci zdobycia Pucharu Narodów Afryki. Na tej imprezie Hobou wystąpił w czterech meczach z Algierią, Kongo, Zambią i finałowym z Ghaną, w którym strzelił bramkę w serii rzutów karnych. W tym samym roku wystąpił w pierwszej edycji Pucharu Konfederacji, który nosił wówczas nazwę Pucharu Króla Fahda. Na tym turnieju po porażkach z Argentyną i reprezentację USA Wybrzeże Kości Słoniowej zajęło ostatnie, czwarte miejsce. Hobou był rezerwowym i nie wystąpił w żadnym meczu.
W 1992 i 1993 uczestniczył w przegranych eliminacjach do Mistrzostw Świata 1994. 
W 1994 po raz drugi wystąpił w Pucharze Narodów Afryki, na którym WKS zdobyło brązowy medal. Na tym turnieju wystąpił w trzech meczach z Sierra Leone, Zambią i Mali. W 1996 uczestniczył w przegranych eliminacjach do Mistrzostw Świata 1998.